# Vera Elkanová

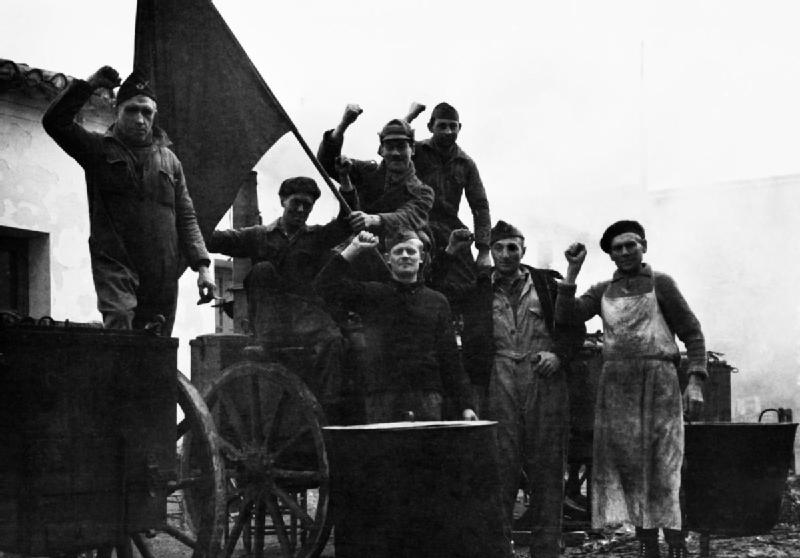
Mezinárodní brigáda během španělské občanské války, členové mezinárodní brigády v britské kuchyni v Albacete zvedají pěsti na komunistický pozdrav, prosinec 1936 - leden 1937

Vera Elkanová (nepřechýleně Vera Elkan; 29. května 1908 – 2008) byla jihoafrická fotografka, která je známá svými snímky mezinárodních brigád ve španělské občanské válce.

## Životopis
Elkanová pochází ze smíšeného jihoafrického a německého původu, ve 30. letech se vyučila fotografii v Berlíně a pracovala jako fotografka v Německu a Jižní Africe. Během pobytu v Londýně získala finanční prostředky z britské kampaně na podporu mezinárodních brigád, aby jela do Španělska fotografovat jejich činnost. V prosinci 1936 cestovala sanitkou do Alabacete, kde fotografovala německé, francouzské a britské rekruty na výcvikové základně. Další snímky pokrývají mezinárodní novináře, nemocnici ve Valencii, krevní transfuze a oběti leteckých náletů v Madridu. Její snímky také obsahovaly záběry Michaila Kolcova z Pravdy, Clauda Cockburna z Daily Worker a lékaře Normana Bethuna.
Elkanová později pracovala jako portrétní fotografka v Londýně, ale její ateliér byl zničen ve válce, spolu s převážnou částí její práce. Po válce se soustředila na rodinný život. 

## Výstavy
- Španělská série Very Elkanové byla vystavena v Imperial War Museum a v Tate Gallery. [1]